# أحمد طيباوي
أحمد طيباوي (من مواليد 8 يناير 1980 بعين بوسيف في ولاية المدية)، كاتب روائي جزائري وأستاذ بجامعة فرحات عباس، حاصل على دكتوراه في إدارة الأعمال من جامعة البليدة عام 2016. فاز بجائزة نجيب محفوظ للأدب عام 2021 عن روايته «اختفاء السيد لا أحد».

## مساره الفني
نال أحمد جائزة رئيس الجمهورية للمبدعين الشباب (علي معاشي) في يونيو 2011 عن باكورة أعماله الروائية المقام العالي. الصادرة عن المؤسسة الوطنية للفنون المطبعية بالجزائر ENAG. كما صدرت له في صيف عام 2014 رواية موت ناعم عن منشورات الاختلاف بالجزائر ومنشورات ضفاف ببيروت، وهي الرواية المتوجة بإحدى جوائز الطيب صالح العالمية للإبداع الكتابي بالخرطوم في دورتها الرابعة في شباط من العام 2014. وقد جاء في قراءة لها على صفحات جريدة الأخبار ليوم 11 يوليو 2015 بأنه 
. 
وفي شهر أغسطس 2015، صدر له عن منشورات الاختلاف وضفاف أيضا رواية مذكرات من وطن آخر. وهي رواية، كما ورد في صحيفة الخبر، تقدم ملامح وصور الذوات في مرايا بعضها البعض، إذ يبدأ الراوي، وهو ذات تبحث عن صورة مثلى تشبهها، سرد قصة صديقه التي هي انحدار يكاد لا ينتهي، محاولا التطهر، بالاستجابة لطلبه، من خطايا ارتكبها في حق صديقه ذاك وأدت إلى انتهاء صداقتهما، لكنه يجد نفسه يحكي قصته هو، بما أنه قد تعسّر عليه السرد المفرد لذوات هي في الأصل متداخلة، ومعها وطن حاضر وصورة غائبة له تنشدها مثاليته. وينتهي إلى أن التماهي ما بين الثنائيات والذوات، وفي الوقت نفسه التناقض الواقع فيما بينها، لا يستقيم لقلمه ويعجزه أحيانا عن مواصلة خوضه في غمار البياض المتهم بالبراءة. وينتهي عجز الثنائيات عن التعايش داخل ذات الراوي القلقة إلى تعسر فعل التدوين عليه، ويفكر في التوقف النهائي عنه، لكنه مع ذلك يخوض تحدي رسم المسارات وتقفي أثر الملامح على وجوه الحياة التي تنعكس على الشخصيات، لتبقى صورته وصورة صديقه ومعهما صورة الوطن معلقة ما بين مثال وواقع يناقضه، وبين حقيقة وظل لا يشبهها أبدا 
وعن هذه الرواية كتب الروائي إسماعيل يبرير بأن أحمد طيباوي يفتش في مذكرات من وطن آخر عن معنى الانتماء، يقارب من خلال نصه الذي جاء على شكل خطاب أو اعتراف مفاهيم الغربة والوفاء والحب.. وقالت الدكتورة صورية غجاتي عن رواية مذكّرات من وطنٍ آخر بأنها انفتحت على السّرد المابعد حداثي كما تجلى في التجربة الروائية الأنجلو – أمريكية، وذلك بتوظيفها لآلية من أهمّ آلياته وهي (الميتاروائي/Métafiction) مُتمثّلةً في ما أسماه الناقد المغربي سعيد يقطين ب(حضور بنية الخطاب النقدي)في الرواية .

## أعماله
- «المقام العالي».
- «موت ناعم».
- «مذكرات من وطن آخر».
- «البياض المتهم بالبراءة».
- «باب الوادي».
- «اختفاء السيد لا أحد».
- «الحب عربة مهترئة»، رواية (2024).[5]

## الجوائز
- 2021 - جائزة نجيب محفوظ للأدب لعام 2021 عن روايته «اختفاء السيد لا أحد».
- 2014 - جائزة الطيب صالح العالمية للإبداع الكتابي عن روايته «موت ناعم».
- 2011 - جائزة رئيس الجمهورية للمبدعين الشباب (علي معاشي) عن رواية «المقام العالي».